# مایکل هادسون (دانشمند علوم سیاسی)
مایکل سی. هادسون (انگلیسی: Michael C. Hudson؛ (زادهٔ ۲ ژوئن ۱۹۳۸ – درگذشتهٔ ۲۵ مهٔ ۲۰۲۱) دانشمند علوم سیاسی اهل ایالات متحده آمریکا و استاد علوم سیاسی در دانشگاه ملی سنگاپور بود. وی همچنین استاد بازنشسته دانشگاه جرج‌تاون بود.
مایکل سی. هادسون مدرک بی‌ای خود را در سال ۱۹۵۹ از کالج سوارثمور و مدرک دکترای خود را در سال ۱۹۶۰ در رشتهٔ علوم سیاسی از دانشگاه ییل دریافت کرده‌ بود.
وی از سال ۱۹۷۹ استاد روابط بین‌الملل در دانشگاه جرج‌تاون و از سال ۱۹۸۰ استاد مطالعات عرب در مدرسه امور خارجه ادموند ای. والش بود.
هادسون از سال ۱۹۷۶ تا ۱۹۸۹ مدیریت مرکز مطالعات معاصر عرب را بر عهده داشته و بار دیگر در سال‌های ۲۰۰۰، ۲۰۰۳–۲۰۰۶، و ۲۰۰۷–۲۰۱۰ ریاست این مرکز را بر عهده داشته‌است.
وی موفق به دریافت بورس مطالعاتی «بورس مطالعاتی گوگنهایم» در سال‌های ۷۶–۱۹۷۵ و «بورس مطالعاتی بنیاد فورد» شده‌است.